# Café Sundsvall
Café Sundsvall var ett kaféprogram i SVT som sändes från Sundsvall under perioden 4 april 1983 – 20 december 1991. Journalisten Gunnar Arvidson fungerade som programledare, och återkommande gäster var bland annat Bertil Wahlin (natur) och Arne Söderström (historia), med inbjudna gäster som Hjördis Schymberg, Harry Brandelius och Jokkmokks-Jocke m.fl. Husbandet utgjordes bland annat av Eric Öst, efter sin död 1984 ersatt av Stig Emanuelsson, Giovanni Jaconelli och kapellmästaren Gnesta-Kalle.